# Аккала (Атырауская область)
Аккала́ (каз. Аққала, до 25 февраля 1993 года — Го́ры) — аул в Индерском районе Атырауской области Казахстана. Входит в состав сельского округа Елтай. Находится на правом берегу реки Урал, на расстоянии примерно 5 км к северу от посёлка Индерский, административного центра района. Код КАТО — 234035200.

## Население
В 1999 году население аула составляло 733 человек (380 мужчин и 353 женщины). По данным переписи 2009 года, в ауле проживало 825 человек (411 мужчин и 414 женщин).

## История
Посёлок Горский (Индерские горы) входил в 3-й Гурьевский военный отдел Уральского казачьего войска.